# Frente Revolucionario Unido
El Frente Revolucionario Unido (FRU, en inglés Revolutionary United Front o RUF) fue un grupo rebelde de Sierra Leona que libró una fallida guerra civil, desde 1991 hasta 2002. Posteriormente se transformó en un partido político que aún existe. Estuvo dirigido durante su fase armada por Foday Sankoh en 1991. Su principal fuente de financiación fueron los llamados diamantes de sangre.
El líder del FRU, Foday Sankoh fue detenido por las fuerzas de pacificación africanas, pero antes de ser juzgado por crímenes de guerra, murió en el 2003. Los tres líderes supervivientes de mayor rango, Issa Sesay, Morris Kallon y Augustine Gbao, fueron condenados en febrero de 2009 por crímenes de guerra y crímenes de lesa humanidad.

## Historia
El FRU se formó en el sudeste del país hacia 1990 e inicios de 1991, desde la zona fronteriza con el oeste de Liberia, gracias al auspicio del rebelde, Charles Ghankay Taylor, quien buscaba controlar las ricas zonas diamantíferas de su vecino para financiar a su ejército en su propia guerra civil. Las primeras ofensivas de la milicia se produjeron en el distrito de Kailahun en marzo de 1991 y se componía en su mayoría de jóvenes (incluidos la mayor parte de sus comandantes), algunos de ellos sierraleoneses exiliados y otros reclutados en el sudeste del país (mientras que en el norte el gobierno hacía lo mismo con los jóvenes locales), así como también liberianos del NPFL de Taylor y burkinabes, algunos de ellos enviados a entrenarse en Libia por el mismo Taylor.
Los rebeldes atacaron la provincia de Kono el mismo mes, rica en diamantes y la convirtieron en su principal centro de operaciones. Producto de sus ofensivas a mediados de los años 90 la mayor parte de las zonas rurales del país estaba en completa anarquía dominada por grupos armados que incluían a los sobels (soldados desertores) ocasionalmente estos unían fuerzas con el FRU para atacar pueblos, en respuesta en 1992 se crearon los kamajors, milicias armadas locales que deseaban proteger sus hogares.
A fines de 1992 tropas del ejército nacional apoyadas por soldados de Guinea lanzaron una ofensiva contra el FRU, para aquella ofensiva el gobierno había aumentado el tamaño del ejército a 6.150 hombres, reclutando vagabundos, desempleados, delincuentes, drogadictos, jóvenes sin educación tanto en el campo como en las ciudades. Lo que fue clave en la mala calidad de las tropas y la indisciplina que permitieron a FRU controlar el este del país. Procedimientos similares se llevaron a cabo hasta 1997, reclutando incluso niños, sumando 14 000 soldados, sin embargo, estas tropas carecían de disciplina, saqueando y actuando sin obedecer órdenes o establecer contacto con sus comandantes, la falta de contacto entre la tropa y sus comandantes sería un factor que llevaría al golpe de Estado de 1997.
En marzo de 1995 el gobierno contrató a la compañía de mercenarios sudafricanos ante la inoperancia de su ejército, el que incluso llegó a cometer continuos saqueos contra civiles y la presencia de rebeldes a menos de 20 kilómetros de Freetown, la Executive Outcomes, quienes gracias a los 150 a 200 hombres altamente entrenados y equipados de que disponían junto a su poder de fuego y movilidad aéreas forzaron al FRU a replegarse, perdiendo varias zonas ricas en diamantes, su principal medio de financiamiento, en junio de 1996 expulsaron al FRU del país. Los mercenarios recibieron una paga de US$ 1,8 millones al mes (financiados inicialmente por el FMI) para llevar a cabo tres objetivos principales: recuperar las zonas diamantíferas, localizar y destruir las bases del FRU y llevar a cabo un programa de propaganda que diera una base de respaldo popular al gobierno de Freetown. A la larga las fuerzas de la EO llegaron a sumar 500 asesores militares y 3000 veteranos (incluyendo angoleños y namibios) de las guerras de Angola y de la frontera sudafricana con oficiales sudafricanos blancos muy experimentados en operaciones de contrainsurgencia. El presidente Kabbah usó dichas riquezas naturales para pagarle a los sudafricanos, sin embargo, en 1997 por los acuerdos de paz suscritos entre el gobierno y el FRU la Executive Outcomes tuvo que retirarse, con esto el FRU volvió inmediatamente al contraataque, recuperando las regiones diamantiferas. El ejército sierraleonés, ante tal presión hizo un golpe de Estado, esperando lograr la paz con el FRU.
En Freetown, capital del país en mayo de 1997, por invitación del general Johnny Paul Koroma, presidente de facto tras un golpe de Estado, al mando del Concejo Revolucionario de las Fuerzas Armadas (Armed Forces Revolutionary Council o AFRC) a ser parte del nuevo gobierno el FUR pasó a apoya el poder golpista. En la ofensiva pasaron a controlar muchas de las ciudades del país junto al AFRC. Sin embargo, el ECOMOG y tropas leales al presidente anterior, Ahmad Tejan Kabbah controlaban los alrededores del oeste de la capital, y empezaron a avanzar sobre ella, hasta el acuerdo de paz de Conakri en octubre. Por su parte el FRU lanzó un ataque sobre la parte de la ciudad en poder del gobierno, pero fue forzada a retroceder junto con el AFRC. A pesar del acuerdo el ECOMOG retomó la ofensiva el 6 de febrero de 1998 y recuperó el extremo este de Freetown el 12 del mismo mes, desde ahí el 1 de marzo inició una ofensiva que obligó al FRU a abandonar las grandes ciudades, excepto Kailahun, en el oriente del país. Unas 15.000 personas murieron en los meses de batalla por la ciudad.
Con el oeste y el sur de Sierra Leona bajó control nuevamente del gobierno, en diciembre de ese año. El FRU lanzó el 6 de enero de 1999 volvieron a atacar la capital, en las dos semanas de combates murieron cerca de 6.000 civiles. La ofensiva fue desastrosa para el FRU que perdió el control del norte del país.
En julio lanzaron un nuevo ataque pero este se detuvo el 17 de julio por los acuerdos de paz de Lomé.
Sin embargo, el acuerdo de paz no se respetó por parte del FRU y en un ataque de abril de 2000, casi se apoderan de la capital lo que aceleró el envío de tropas de la ONU.
Sus fuerzas se estimaban en 15.000 en 1996 y 6.000 en 1999 (2.000 niños). Además se calcula que había 25 000 milicianos miembros de otros grupos armados (20.000 de ellos kamajors) que dominaban el sur del país.
El conflicto empezaría a terminar cuando en 2000 una fuerza de 20.000 soldados fue llevada como fuerza de paz por la ONU en respuesta el FRU lanzó una ofensiva en la provincia de Masiaka que fue rechazada, uno a uno los principales baluartes del FRU en el este del país cayeron.
En 2002 se desmovilizaron 47.000 combatientes de diversos grupos armados. La guerra civil (1991-2002) costó la vida de 50 a 200 mil personas y 10.000 sufrieron la amputación de sus miembros.

## Bandera y emblema

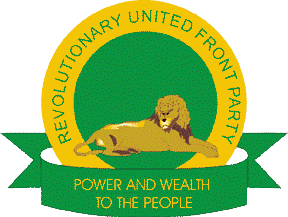
Emblema del FRU

La bandera del partido es verde sobre amarillo. Estos colores están establecidos por el artículo 1 de los Estatutos del partido, que también establece el lema (Dedication, Honesty and Equality for all Sierra Leonans) y el símbolo (un león simbolizando poder y fuerza).